# Miss Anthropocene
Miss Anthropocene è il quinto album in studio della musicista canadese Grimes, pubblicato nel 2020. Trattasi di un concept album sul riscaldamento globale che personifica l'era geologica odierna attraverso una serie di entità divine e demoniache.
L'album è di genere elettropop e industrial con influenze downtempo, indie, hip hop, country, folk, trance, reggae, house, ballad, heavy metal, shoegaze, rock, dream pop e power pop.

## Tracce
Edizione Standard
1. So Heavy I Fell Through the Earth (Art Mix) – 6:08
2. Darkseid (with 潘PAN) – 3:44
3. Delete Forever – 3:57
4. Violence (with i_o) – 3:40
5. 4ÆM – 4:30
6. New Gods – 3:15
7. My Name Is Dark (Art Mix) – 5:56
8. You'll Miss Me When I'm Not Around – 2:41
9. Before the Fever – 3:37
10. Idoru (Art Mix) – 7:12

Bonus Track Giappone
1. We Appreciate Power (featuring Hana) – 5:35

Tracce Bonus Edizione Deluxe digitale
1. So Heavy I Fell Through the Earth (Algorithm Mix) – 3:52
2. Violence (with i_o) (Club Mix) – 4:12
3. My Name Is Dark (Algorithm Mix) – 4:03
4. Idoru (Algorithm Mix) – 4:46